# Псикоза
D-Псикоза е кетохексоза – монозахарид с шест въглеродни атома и кето-група. Особеност е, че е енергийно „беден“ захарид. Тя е C-3 епимер на D-фруктозата. Среща се в малки количества в селскостопански продукти и изкуствени въглехидратни продукти. Класифицира се като „рядък захарид“ защото рядко се среща в природата, при това в малки количества. При метаболизиране D-псикозата освобождава енергия равняваща се на само 0,3% от тази получена от същото количество захароза. Името и произлиза от антибиотика псикофунарин, от когото може да бъде изолирана. Провеждат се изследвания за употребата и в заместващи диети при хипергликемия, хиперлипидемия, и затлъстяване.
Подобно на другите хексози псикозата във воден разтвор образува пръстени форми.
| D-Псикоза         | D-Псикоза         | D-Псикоза         |
| Пръстена форма    | Пръстена форма    |                   |
| ----------------- | ----------------- | ----------------- |
|                   | α-D-Псикофураноза | β-D-Псикофураноза |
| α-D-Псикопираноза | β-D-Псикопираноза |                   |